# Бешевлі Надія Олександрівна
Надія Олександрівна Бешевлі — українська плавчиня вільного стилю та на спині. Вона представляла Україну на Літніх Олімпійських іграх 2000 у 18-річному віці. 

## Спортивна кар'єра
За свою кар'єру здобувала численні нагороди чемпіонатів України та встановлювала рекорди України у змаганнях естафет та плаванні на спині на дистанції 100 м та 200 м.
Бешевлі змагалась у п'ятьох запливах, включаючи всі естафети у Сіднеї 2000. Вона досягнула стандартів B ФІНА з результатами 1:04.47 (100 м на спині) і 2:17.48 (200 м на спині) на міжнародних змаганнях у Празі.
Як член української збірної Бешевлі займала 13 місце в естафеті 4 по 100 вільним стилем з результатом 3:49.11 та 16 місце в естафеті 4 по 100 комбінованим стилем з результатом 4:15.64. В естафеті 4 по 200 вільним стилем, Бешевлі з партнерами по команді Оленою Лапуновою, Жанною Лозумирською і Альбіною Бордуновою, були дискваліфіковані від участі у першому запливі через фальс-старт.